# Mordwilkoja vagabunda
Mordwilkoja vagabunda är en insektsart som först beskrevs av Walsh 1863.  Mordwilkoja vagabunda ingår i släktet Mordwilkoja och familjen långrörsbladlöss. Inga underarter finns listade i Catalogue of Life.